# Martina Vázquez
Martina Vázquez Gordo (Cuéllar, 30 de enero de 1865 - Algar de Palancia, 4 de octubre de 1936) fue una religiosa española de la Compañía de las Hijas de la Caridad de San Vicente de Paul, que murió víctima de la represión en la zona republicana durante la guerra civil española.

## Biografía
Nació en Cuéllar (Segovia) el 30 de enero de 1865, siendo hija de Zacarías y Antonia. Realizó el postulantado en el Hospital General de Valladolid, e ingresó en el seminario de Madrid en 1896. Una vez finalizada su formación de religiosa, emprendió su labor por diferentes entidades de Zamora, Segorbe (Castellón) y Madrid.
Desde 1906 hasta 1936 desempeñó servicios de responsabilidad como superiora local, asistenta o vicaria provincial, y organizadora de los Hospitales Militares del norte de África. Posteriormente se trasladó a Melilla, para asistir a los soldados españoles combatientes en la guerra del Rif, donde fue nombrada capitán general por Juan de la Cierva y Peñafiel, ministro de Guerra tras organizar los campamentos sanitarios.
Regresó nuevamente a Segorbe con el cargo de superiora, y al estallar la Guerra Civil fue despedida del hospital que frecuentaba, junto con el resto de la Comunidad, y al ver la situación de peligro, se confesaron unas a otras. Al día siguiente, el 4 de octubre de 1936 fue apresada y conducida hasta la carretera de Algar de Palancia (Valencia), donde fue fusilada.
En 1959 sus restos mortales fueron trasladados al Santuario de Nuestra Señora de El Henar (Cuéllar), y colocados en el camarín de la Virgen de El Henar, por su estrecha relación con el santuario, que hizo habitar de frailes carmelitas en 1923.
Su ciudad natal le dedicó una calle con su nombre en el año 2010, y su figura se halla en proceso de canonización.